# Вашингтон (округ, Мэн)
Ва́шингтон (англ. Washington) — округ в штате Мэн, в США. По подсчётам бюро переписи населения в 2010 году население округа составляло 32 856 человек (в 2000 году — 33 941 человек). Административным центром округа является город Мачайас. Иногда округ называют «Округ восхода» (англ. Sunrise County), потому, что он является самым восточным в США, это первое место в США, где восходит солнце. Экономика многих маленьких приморских общин округа основана на рыболовстве. Туризм также имеет значение, но не такое большое, как в целом по штату. Также важную роль в экономике округа играет голубика, почти 85 % её мирового экспорта приходится на округ Вашингтон.

## География
Согласно бюро переписи населения США, общая площадь округа — 8430 км², из которых: 6652 км² — земля и 1778 км² (21,09 %) — вода.